# Burcht Holtzbrinck
De Burcht Holtzbrinck is gelegen in de stad Altena aan de Lenne im Märkischer Kreis in de deelstaat Noordrijn-Westfalen in Duitsland.
De burcht is het oudste gebouw in de stad Altena. Het werd gebouwd door George Holtzbrinck.
De stad werd in 1972 eigenaar van de burcht. De burcht is in gebruik als multifunctioneel cultureel centrum.